# A fúria (Bűbájos boszorkák)
A fúria című epizód a Bűbájos boszorkák 69. epizódja. A 4. évad 03. epizódja.

## Epizódismertető
|  | Alább a cselekmény részletei következnek! |

Miközben Piper levezeti Prue halálát a démonok meggyilkolásával, Phoebe Paiget tanítja a boszorkák fogásaira. De a lányok felfedeznek olyan démonnőket, akik Görögország régi új dimenziói, a fúriák. A harc közepén Piperre rálehel az egyik Fúria, mely fúriává változtatja. Közben Paige elviszi az árnyak könyvét, hogy segítsen az egyik munkatársának, de ez a sok varázs következményekkel jár.
|  | Itt a vége a cselekmény részletezésének! |

## Érdekesség
- Ebben az epizódban látni először amikor a könyv házon kívül van.